# Лютеранское кладбище (Минск)
Лютера́нское кла́дбище (бел. Лютэранскія могілкі) — исчезнувшее кладбище Минска, действовавшее до 1970-х годов в районе Немецкого пригорода Минска по ул. Немецкая (район нынешней улицы Карла Либкнехта). Также известно как «Немецкое». С 1846 года на кладбище стояла Церковь святого Николая, не сохранившаяся до наших дней. В середине 1970-х годов была разрушена, на её месте была заложена площадь, известная ныне как Лютеранская площадь, а часть захоронений была перенесена в другие места.
В мае 2016 года при строительстве трассы часть парка была уничтожена. При этом выкопанные кости, памятники и кресты, по сообщениям СМИ, были вывезены на Северную свалку. В ответ на протесты жителей Минска и лютеранской общины в Гродно в конце мая изменился характер работ, и найденные человеческие останки стали отправлять в крематорий.